# Panchlora exoleta
Panchlora exoleta är en kackerlacksart som beskrevs av Hermann Burmeister 1838. Panchlora exoleta ingår i släktet Panchlora och familjen jättekackerlackor. Inga underarter finns listade i Catalogue of Life.